# Maxmuelleria verrucosum
Maxmuelleria verrucosum is een lepelworm uit de familie Bonelliidae.
De wetenschappelijke naam van de soort werd in 1879 gepubliceerd door Théophile Rudolphe Studer.